# فرودگاه پلاریدل
 فرودگاه پلاریدل (به انگلیسی: Plaridel Airport) (به زبان بومی: Paliparan ng Plaridel) یک فرودگاه همگانی با کد یاتا PRB است . این فرودگاه در کشور فیلیپین قرار دارد و در ارتفاع ۶ متری از سطح دریا واقع شده است.